# Doktor Proktor i koniec świata. Być może
Doktor Proktor i koniec świata. Być może – powieści dla dzieci autorstwa norweskiego pisarza Jo Nesbø, opublikowana w 2010 r. Pierwsze polskie wydanie ukazało się w 2012 r. w tłumaczeniu Iwony Zimnickiej.